# Квадерни (Верона)
Квадерни је насеље у Италији у округу Верона, региону Венето.
Према процени из 2011. у насељу је живело 1618 становника. Насеље се налази на надморској висини од 63 м.